# 水鏡子
水鏡子（すいきょうし、1953年3月9日 - ）は、日本のSF評論家。本名は角 伸一郎（すみ しんいちろう）。日本推理作家協会会員。
筆名は、アメリカのSF作家ウォルター・M・ミラー・ジュニアの名前のもじり。コードウェイナー・スミス作品を翻訳する際に利用した「司須美子」という名義は「Ｃ・スミス」のもじり。また、ジェイムズ・ティプトリー・Jr.を評論する際などに利用した筆名に「鳥居定夫」がある。

## 略歴
1953年、兵庫県に生まれる。神戸大学文学部卒業。
1978年に「アンダースンの『脳波』で初めて解説を書いて原稿料をもらった」という。
SFファンダムKSFA（海外SF研究会、1974年結成）の活動に関わる一方で、『奇想天外』、『SFマガジン』、『週刊読書人』などの誌上や、文庫本の解説などで、おもに海外のSF作品の時評・評論を行う。
1984年から1985年に、当時、新潮社の編集者だった大森望の企画のもと、『世界SF全集』のアンソロジー巻「世界のSF現代編」の「宇宙テーマ版」として構想されたアンソロジーに、基本となる作品リスト作成などでかかわり、最終的に伊藤典夫・浅倉久志編による『スペースマン 宇宙SFコレクション1』『スターシップ 宇宙SFコレクション2』として新潮文庫から刊行された。
2000年、「文庫解説の系譜　一読書展開の私信として」によりSFファンジン大賞　翻訳・紹介部門を受賞した。
自宅に数万冊規模の蔵書を有し、書庫を構えている。
SFファンダムで、ともに「神大四天王」のひとりとして知られた大野万紀は、水鏡子のことを「老境に入ろうとする独身オタク」と表現している。
大森望は、水鏡子のことを「マニア上がりのSF評論家」と表現しており、高校時代にSFの洋書を海外発注するやり方が判らず、海外SF研究ファンジンに問い合わせをしたところ、水鏡子から返信が来た旨を記している。大森望がSFのプロとなったのちの文章で、水鏡子のことを「水鏡子師匠」と呼んだことがある。

## 著書
- 『乱れ殺法SF控：SFという暴力』青心社、1991年